# Lewis Knudson
Lewis Knudson (* 15. Oktober 1884 in Milwaukee; † 31. August 1958 in Ithaca (City, New York)) war ein amerikanischer Botaniker. Er lehrte Pflanzenphysiologie an der Cornell University und wurde bekannt durch seine Arbeiten über Orchideen.

## Leben
Lewis Knudson war der Sohn eines norwegischen Kapitäns zur See, der in die USA emigriert war. Er studierte an der University of Missouri und schloss mit einem Bachelortitel in Agrarwissenschaften ab. Zur Promotion wechselte er an die Cornell University, wo er danach Assistenzprofessor in Pflanzenphysiologie wurde. Im Jahr 1921 wurde er zum Professor ernannt. Nach dem Emeritat 1952 blieb er in Ithaca, wo er 1958 an einem Herzanfall verstarb.

## Orchideen
Noël Bernard hatte 1899 entdeckt, dass zur Keimung der Samen von Orchideen eine Symbiose mit Schimmelpilzen notwendig ist. Knudson fand nun heraus, dass nicht die Schimmelpilze selbst essentiell sind, sondern dass die Schimmelpilze einfache Zuckermoleküle zugänglich machen. Daher stellte er eine Nährlösung her, die außer anorganischen Salzen auch Rohrzucker enthält. Hiermit lassen sich auf aseptischem Agar Millionen Orchideensämlinge erhalten.
Die erste Nährlösung hatte den Namen Knudson's B und basierte auf einem Medium von Wilhelm Pfeffer. Das heute weit verbreitete Knudson's C ist eine Weiterentwicklung davon und wurde 1946 publiziert.
Wenn Orchideensamen unter aseptischen Bedingungen auf einem reinen Nährmedium keimen können, dann wirft das die Frage auf, wie spezifisch die Orchideen-Pilz-Beziehung (Mykorrhiza) in der freien Natur ist. Knudson hat den Standpunkt, dass es eine solche Spezifität nicht gibt und dass eine Orchidee mit verschiedenen Pilzen eine Symbiose eingehen kann. Er ist der Meinung, dass der Pilz ein Parasit ist. In der Wissenschaft besteht in dieser Frage keine Einigkeit.

## Werke
- L. Knudson: Nonsymbiotic Germination of Orchid Seeds. In: Botanical Gazette. Band 73, Nr. 1, 1922, S. 1–25.